# Deroplatys desiccata
Espèce
Deroplatys desiccata est une espèce d'insectes de la famille des Deroplatyidae (ordre des Mantodea).

## Répartition
Cette espèce se rencontre en Asie,. 
Elle est présente en Malaisie péninsulaire et dans le sud de la Thaïlande ainsi qu'à Sumatra, Java et Bornéo.

## Description
Cette espèce se distingue facilement des autres espèces du genre par la forme caractéristique du pronotum du mâle.
La tête mesure 6 mm de long pour 9 à 10 mm de large chez le mâle et 8 mm de long pour 11.4 mm de large chez la femelle. Le pronotum est long de 20 à 23.8 mm et large de 17.3 à 21.3 mm chez le mâle. Il est long de 26.5 mm et large de 23 mm chez la femelle. Les élytres mesurent 55 à 56 mm chez le mâle et 36 mm chez la femelle. Le coxa antérieur fait de 15 à 17.9 mm de long chez le mâle et 20 mm chez la femelle. Le fémur antérieur est long de 17 à 18.7 mm chez le mâle et de 25.5 mm chez la femelle. Le tibia antérieur du mâle mesure de 8 à 9 mm et celui de la femelle fait 10 mm.

### Description du mâle
Cet insecte est relativement grand et robuste avec une couleur de feuille morte brunâtre et des yeux rougeâtres. La tête est transverse et comprimée antéropostérieurement. Le bord apical de la tête est presque droit. Les yeux sont grands, proéminents et arrondis. Le pronotum est rhomboïdal et plus long que large. Sa marge latérale est nettement crénelée sur le prozona et le métazona. La carène médiane du pronotum est présente mais petite. 
Les élytres et les ailes sont opaques. Les élytres sont brunâtre avec des taches indistinctes. Les ailes sont noirâtres à l'exception des parties antérieures et apicales. 
Les faces internes des fémurs antérieurs présentent des taches et plusieurs dents noires. La marge antérieure du coxa antérieure porte de 19 à 21 dents de tailles différentes. Le fémur antérieur arbore quatre épines externes et 15 épines internes. Les épines discoïdales sont au nombre de quatre. la première et la quatrième sont subégales en longueur, la seconde est légèrement plus grande que la première et la troisième est plus grande (environ deux fois plus grande que la seconde). Le tibia antérieur présente 14 épines internes et 8 à 9 épines externes. 
L'abdomen est allongé avec de grands plis latéraux. Le dernier tergite présente une marge postérieure légèrement émarginée. Les cerques sont fusiformes.
Les organes génitaux mâles sont relativement larges. le phallomère gauche est convexe et bien sclérifié. Son apophyse phalloïde porte deux dents indistinctes. L'apophyse apicale du phallomère ventral est incurvée. L'apophyse distale est munie d'une petite dent. 

### Description de la femelle
Cette espèce présente un dimorphisme sexuel et la femelle est plus robuste que le mâle mais de couleur semblable.
Les ailes arborent des taches sombres. 
Le pronotum, plus long que large, est en forme de cloche. Il est régulièrement incurvé et étendu vers l'arrière jusqu'à sa plus grande largeur avec une paire d'excroissances dirigées vers l'arrière. Le bord postérieur est incurvé vers l'arrière. La carène médiane est petite. L'apophyse des ailes est petite et indistincte. Abdomen est relativement large.

## Galerie

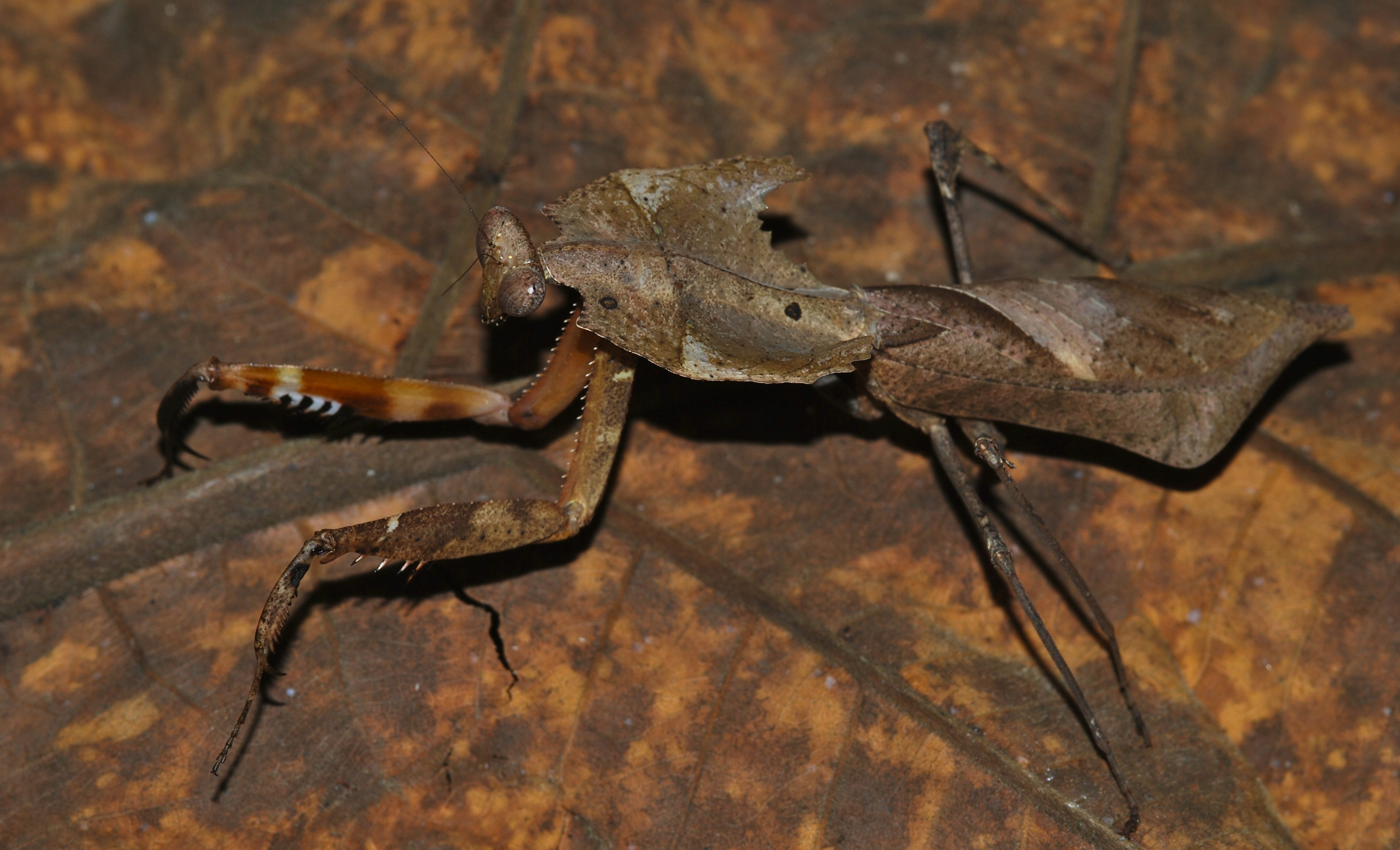
Deroplatys desiccata
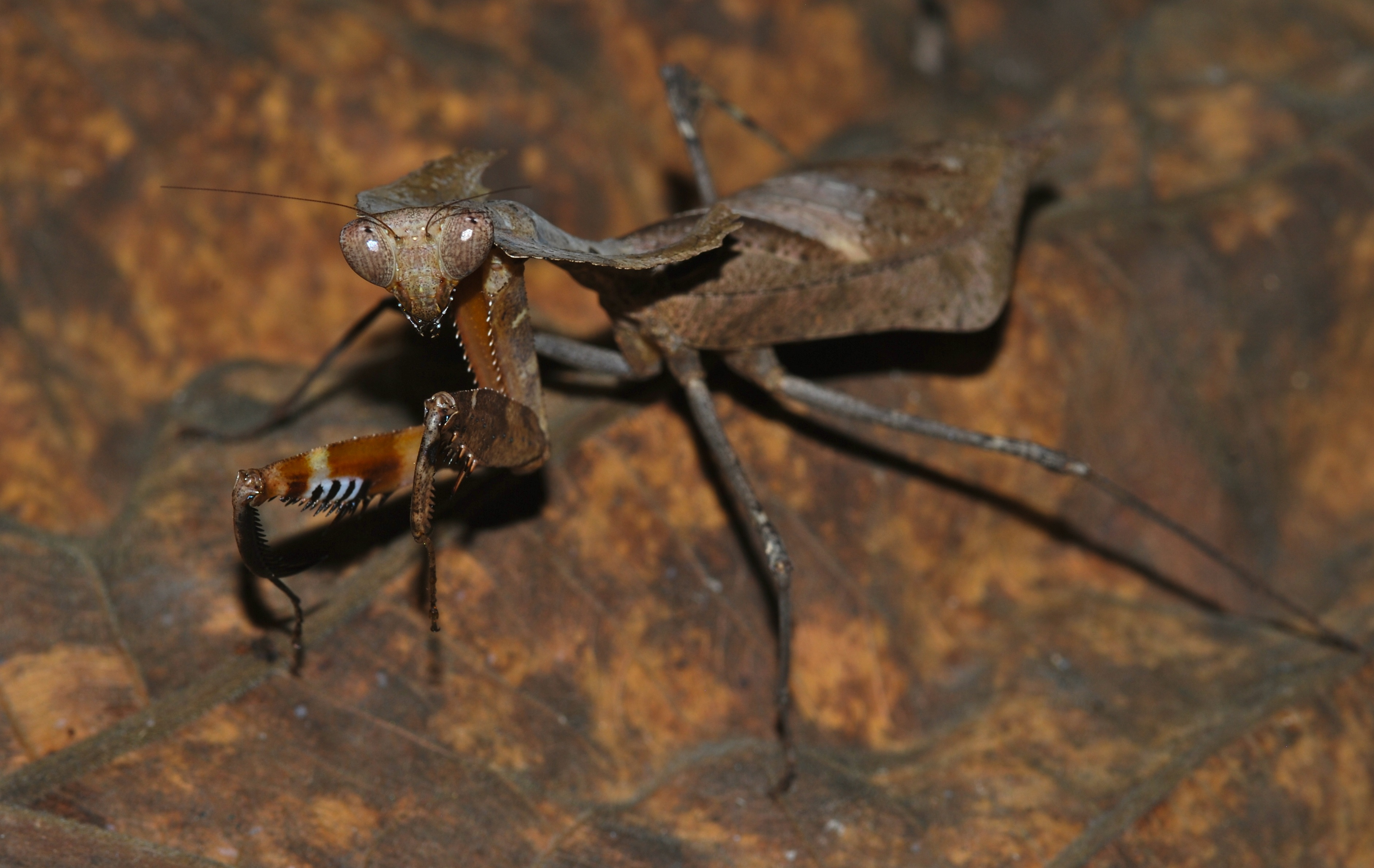
Deroplatys desiccata

## Systématique
L'espèce Deroplatys desiccata a été nommée et décrite en 1839 par l'entomologiste britannique John Obadiah Westwood (1805-1893).

### Publication originale
- (en) J. O. Westwood, An introduction to the modern classification of insects : founded on the natural habits and corresponding organisation of the different families, vol. 1, Londres, Longman, Orme, Brown, Green & Longmans, 1839, 462 p. (lire en ligne), p. 430.